# Nathan Lawson
Nathan Lawson (23 de janeiro de 1999) é um jogador de rugby australiano, que joga na posição de back.

## Carreira
Lawson frequentou o Newington College se formando em 2016. Ele foi um membro do time masculino australiano de rugby sevens nas Olimpíadas de Tóquio 2020. Ele foi um substituto de última hora para Henry Paterson, que estava machucado. O time ficou em terceiro na rodada de grupos e depois perdeu para Fiji por 19-0 nas quartas de final. Ele competiu pela Austrália na Copa do Mundo de Rugby Sevens de 2022 na Cidade do Cabo.
Em 2024, ele foi convocadopara a seleção australiana para as Olimpíadas de Verão em Paris.